# Ciudad Universitaria (universitet i Colombia)
Ciudad Universitaria är ett universitetscampus i Colombia. Det ligger i departementet Bogotá, i den centrala delen av landet, i huvudstaden Bogotá. Ciudad Universitaria ligger 2 559 meter över havet.